# Лаврик Андрій Устимович
Андрі́й Усти́мович Ла́врик (14 березня 1932, Кузьмин Красилівського р-ну Хмельницької обл — 13 вересня 2006, м. Львів) — дерматовенеролог, доктор медичних наук, професор, академік Академії наук вищої школи України.

## Біографія
Народився 14 березня 1932 року в селянській сім'ї в с. Кузьмин Красилівського району Хмельницької області. Навчався в Кузьминській середній школі. У 1949 році поступив до Львівської чотирирічної фельдшерсько-акушерської школи, а в 1953-у — до Львівського медичного інституту. У 1959 році закінчив інститут, працював у м. Червонограді Львівської області. Через три роки отримав нагороду «Відмінник охорони здоров'я УРСР».

## Трудова діяльність
Працював лікарем Львівської обласної ради профспілок по Львівсько-Волинському вугільному басейні, м. Червоноград (1959-61); аспірант кафедри шкірних і венеричних хвороб Львівського медінституту(1961-64), надалі — асистент (1964-74), доцент (1974-77), завідувач (1977-94) цієї кафедри Львівського медичного інституту.
Завідувач дерматовенерологічного (1968–71) та лепрологічного відділень шпиталю м. Ходейда, Ємен (1972-74), консультант з лепри та шкірних хвороб Міністерства охорони здоров'я Ємену (1994–98).
Кандидат медичних наук (1966), доцент (1976), доктор медичних наук (1980), професор (1981).

### Напрями наукових досліджень
Лікування та реабілітація дерматологічних хворих на курорті Немирів, інших курортах Львівщини; географічні аспекти, діагностика, клініка, лікування та профілактика лепри (прокази) та інших дерматозів в Ємені; епідеміологія та удосконалення лікування сифілісу.
Автор близько 160 наукових і навчально-методичних праць, серед них 2 монографії.
Помер в 2006 році, похований у м. Львів.

## Основні праці
1. Лечение больных с поражением кожи на курорте Немиров. Врач Дело 1966, № 2 (співавт.)
2. Функция коры надпочечников больных хронической экземой в динамике лечения на курорте Немиров (канд. дис.). Львів, 1966
3. Рабочие здравницы Львовщины (монографія). Львів, 1965 (співавт.)
4. Организация противолепрозной службы в Йемене. Вестн Дермат Венерол 1973, № 3
5. Методичні рекомендації по організації роботи з лепрою. Львів, 1977
6. Распространение, особенности клиники лепры и организация противолепрозной службы в Йеменской Арабской Республике (докт. дис.). Львів, 1979
7. Некоторые особенности клиники лепры в тропических странах. Вестн Дермат Венерол 1983, № 7
8. Ускоренное лечение больных заразными формами сифилиса. Вестн Дермат Венерол 1984 (співавт.)
9. Венерологічні аспекти стоматології (брошура). Львів, Галдент, 2001 (співавт.)

## Використана література
- Байдич О. Родом з Кузьмина. Академік Андрій Лаврик // Духовні витоки Поділля: науковці в історії краю: матеріали V всеукр. наук.-практ. конф. (Хмельницький, 23 квіт. 2015 р.). — Хмельницький: ХГПА, 2015. — С. 194—196.
- Львівський державний медичний інститут. Львів, Словник, 1994: 209—210;

| Володимир Вернадський | Це незавершена стаття про українського науковця. Ви можете допомогти проєкту, виправивши або дописавши її. |